# 今吉伸一
今吉 伸一（いまよし しんいち、1964年〈昭和39年〉1月7日 - ）は、日本の経営者。独立行政法人空港周辺整備機構理事長。
三井住友海上火災保険顧問、同常務執行役員などを歴任。

## 来歴
東京都出身。1986年（昭和61年）、筑波大学第一学群を卒業。同年4月、住友海上火災保険に入社。入社後、三井住友海上火災保険国際業務部次長、三井住友海上ホールディングス企画部次長、MSIG Holdings（Europe）部長（企画担当）、三井住友海上火災保険執行役員、MSIG Holdings（Europe）取締役などを歴任。
2020年（令和2年）4月1日、三井住友海上火災保険常務執行役員に就任。
2021年（令和3年）4月1日、三井住友海上火災保険顧問に就任。
2023年（令和5年）4月1日、独立行政法人空港周辺整備機構理事長に就任。

## 年譜
- 1986年（昭和61年）
  - 筑波大学第一学群卒業[2]
  - 4月 - 住友海上火災保険入社[1]
- 2001年（平成13年）10月 - 三井住友海上火災保険経営企画部業務企画グループ特命課長[1]
- 2003年（平成15年）10月 - 三井住友海上火災保険国際業務部特命課長[1]
- 2007年（平成19年）4月 - 三井住友海上火災保険国際業務部次長[1]
- 2008年（平成20年）4月 - 三井住友海上火災保険国際業務部次長兼企画部[1]
- 2009年（平成21年）4月 - 三井住友海上ホールディングス企画部次長[1]
- 2011年（平成23年）4月 - MSIG Holdings（Europe）部長（企画担当）[1]
- 2016年（平成28年）4月 - 三井住友海上火災保険執行役員兼MSIG Holdings（Europe）取締役[1]
- 2020年（令和2年）4月 - 三井住友海上火災保険常務執行役員[1][4]
- 2021年（令和3年）4月 - 三井住友海上火災保険顧問[1][4]
- 2023年（令和5年）4月 - 独立行政法人空港周辺整備機構理事長[1][5]